# 설원의 월
《설원의 월》(영어: Iron Will)은 1994년에 개봉한 미국의 모험 영화이다.

## 출연진
- 매켄지 애스틴 - 월 스톤먼 역
- 케빈 스페이시 - 해리 킹즐리 역
- 데이비드 오그던 스타이어스 - J.W. 하퍼 역
- 오거스트 셸런버그 - 네드 도드 역
- 브라이언 콕스 - 앵거스 맥티그 역
- 조지 거디스 - 보리 구일라르손 역
- 존 테리 - 잭 스톤먼 역
- 퍼넬러피 윈더스트 - 매기 스톤먼 역
- 제프리 앨런 챈들러 - 더폰테인 역
- 마이클 래스킨 - 사이먼 램버트 역
- 렉스 린 - 조 맥퍼슨 역
- 리처드 릴리 - 버턴 역

## 우리말 녹음
KBS 성우진 (2000년 8월 20일)
- 김일 - 월 스톤먼(매켄지 애스틴)
- 이호인 - 킹즐리(케빈 스페이시)
- 조동희 - 버턴(리처드 릴리)
- 문영래 - 네드(오거스트 셸런버그)
- 김정희 - 매기(퍼넬러피 윈더스트)
- 윤병화 - 잭(존 테리)
- 강구한 - 보리(조지 거디스)
- 서광재 - 램버트(마이클 래스킨)
- 정기항 - 더폰테인(제프리 앨런 챈들러)
- 이봉준 - 하퍼(데이비드 오그던 스타이어스)
- 장호비 - 브롤리(리처드 휴스)
- 오수경 - 베키(페이지 릿핀)
- 정훈석 - 워드(마커스 클렘프)
- 정현경 - 톰

## 같이 보기
- 생존 영화
- 늑대 개 (1991년 영화)